# Caqar
Caqar è un comune dell'Azerbaigian situato nel distretto di Qusar. Conta una popolazione di 371 abitanti.